# Rafalus
Rafalus Prószynski, 1999 è un genere di ragni appartenente alla famiglia Salticidae.

## Distribuzione
Le 11 specie oggi note di questo genere sono diffuse in Asia e Africa, in particolare:
- Asia: Yemen, Israele, Socotra, Emirati Arabi e varie località dell'Asia centrale
- Africa: Egitto, Kenya, Tanzania ed Etiopia[1]

## Tassonomia
A maggio 2010, si compone di 11 specie:
- Rafalus arabicus Wesolowska & van Harten, 2010 — Emirati Arabi
- Rafalus christophori Prószynski, 1999[2] — Egitto, Israele
- Rafalus desertus Wesolowska & van Harten, 2010 — Emirati Arabi
- Rafalus feliksi Prószynski, 1999 — Egitto
- Rafalus insignipalpis Simon, 1882 — Yemen, Socotra
- Rafalus karskii Prószynski, 1999 — Israele
- Rafalus lymphus (Próchniewicz & Heciak, 1994) — Kenya, Tanzania, Etiopia, Yemen
- Rafalus minimus Wesolowska & van Harten, 2010 — Emirati Arabi
- Rafalus nigritibiis (Caporiacco, 1941) — Etiopia
- Rafalus variegatus (Kroneberg, 1875) — Asia centrale
- Rafalus wittmeri (Prószynski, 1978) — Bhutan